# Christa Riffel
Christa Riffel (* 30. Juli 1998 in Karlsruhe) ist eine ehemalige deutsche Radsportlerin, die auf Bahn und Straße aktiv war.

## Sportliche Laufbahn
Im Alter von 13 Jahren begann Christa Riffel gemeinsam mit ihrem Zwillingsbruder Jan mit dem Radsport. Sie besucht das Copernicus-Gymnasium in Philippsburg.
2015 wurde Christa Riffel deutsche Junioren-Meisterin im Punktefahren auf der Bahn. Im Jahr darauf gewann sie die Rad-Bundesliga bei den Juniorinnen. In der Folge startete sie bei den UCI-Straßen-Weltmeisterschaften 2015 im Straßenrennen der Juniorinnen und belegte Rang 38, ebenso bei den Weltmeisterschaften im Jahr darauf. 2015 nahm sie auch im Einzelzeitfahren der WM teil, jedoch verzögerte sich ihr Start wegen technischer Unregelmäßigkeiten an ihrem Rad, so dass sie drei Minuten verlor und keine Chance auf einen vorderen Platz mehr hatte. Auch bei den Europameisterschaften 2016 und 2017 gehörte sie zum Kader. Im April 2016 entschied sie die Juniorinnen-Austragung der  Energiewacht Tour für sich. Bei den deutschen Bahnmeisterschaften errang sie jeweils Silber im Punktefahren und in der Mannschaftsverfolgung der Elite.
Zu August 2017 erhielt Riffel einen Vertrag als Stagiaire beim Team Canyon SRAM Racing und wurde im November Dritte bei der 947 Cycle Challenge in Südafrika. 2018 wurde sie in den Elite-Kader des Teams übernommen. Im selben Jahr belegte sie bei den deutschen Straßenmeisterschaften Rang neun im Einzelzeitfahren und Platz zwei im Straßenrennen. 2019 erzielte sie bei der Internationale Thüringen-Rundfahrt der Frauen in der Gesamtwertung den vierten Platz von insgesamt 119 Teilnehmerinnen. Ende 2020 lief ihr Vertrag bei Canyon SRAM Racing aus, und sie unterschrieb einen Vertrag bei dem norwegischen Team Hitec Products-Birk Sport.

## Erfolge

### Straße
2015
- Gesamtwertung Rad-Bundesliga – Juniorinnen

2016
- Gesamtwertung und eine Etappe Energiewacht Tour
- Deutsche Junioren-Meisterin – Einzelzeitfahren, Straßenrennen

### Bahn
2014
- Deutsche Junioren-Meisterin – Punktefahren